# Cyclopyge roscius
Genre
Espèce
Cyclopyge roscius est une espèce néotropicale de lépidoptères de la famille des Hesperiidae, de la sous-famille des Pyrginae et de la tribu des Pyrrhopygini. C'est l'unique représentante du genre monotypique Cyclopyge.

## Dénomination
L'espèce Cyclopyge roscius a été décrite par l'entomologiste allemand Carl Heinrich Hopffer en 1874, sous le nom initial de Pyrrhopyge roscius. Un autre synonyme est Olafia roscius.
Le genre Cyclopyge a quant à lui été décrit par Mielke en 2002.

## Liste des sous-espèces
- Cyclopyge roscius roscius — présent en Argentine et au Brésil
- Cyclopyge roscius flavomaculata (Bell, 1937) — présent au Brésil
- Cyclopyge roscius iphimedia (Plötz, 1886) — présent au Brésil

## Distribution
Cyclopyge roscius est présente en Argentine et au Brésil.

## Protection
L'espèce n'a pas de statut de protection particulier.[réf. nécessaire]